# Maiao
A ilha Maiao é uma ilha localizada na Polinésia Francesa. Sua área é de 8.8 km²

## Geografia
A sua formação consiste em uma ilha com uma elevação máxima de 154m.
A formação inclui duas lagoas chamadas Roto Iti e Roto Rahi. A ilha também tem uma lagoa em sua borda. Todas as lagoas estão ligadas através de canais estreitos.
O censo realizado em 2007 indicou 299 habitantes na ilha.